# Giorgio Jan
Giorgio (Georg, Georges) Jan, född 21 december 1791 i Wien, död 8 maj 1866 i Milano, var en italiensk naturvetenskaplig författare. Han hade ett  huvudintresse inom botaniken, men han intresserade sig även något för kräldjur.

## Eponymer

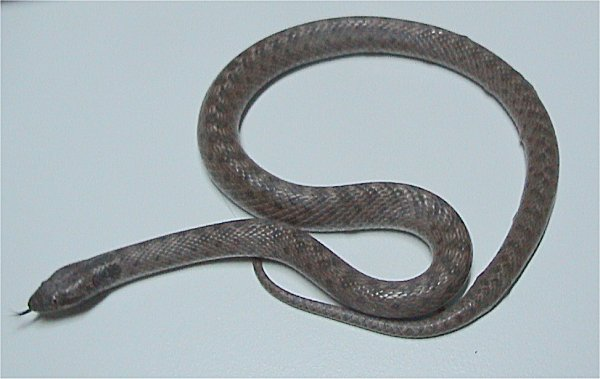
Nattsnok.

- Hypsiglena torquata jani, nattsnok
- Pituophis deppei jani, gransnok

## Auktorsnamn
Auktorsnamnet Jan kan användas för Giorgio Jan i samband med ett vetenskapligt namn inom botaniken; se Wikipediaartiklar som länkar till auktorsnamnet.